# Głażewo (stacja kolejowa)
Głażewo (ros. Глажево) – stacja kolejowa w miejscowości Głażewo, w rejonie kiriskim, w obwodzie leningradzkim, w Rosji. Położona jest na linii Wołchow – Czudowo.